# Emma Davidsmeyer
Pour les articles homonymes, voir Davidsmeyer.
Emma Davidsmeyer née le 30 mars 1999, est une joueuse allemande de hockey sur gazon.

## Carrière
Elle a fait ses débuts en équipe première le 16 octobre 2021 contre la Belgique à Bruxelles lors de la Ligue professionnelle 2021-2022.

## Palmarès
- : 3e à l'Euro U21 2019.